# Goldsworthy Ridge
Goldsworthy Ridge är en bergstopp i Antarktis. Den ligger i Östantarktis. Australien gör anspråk på området. Toppen på Goldsworthy Ridge är 406 meter över havet.
Terrängen runt Goldsworthy Ridge är kuperad västerut, men österut är den platt. Trakten är glest befolkad. Närmaste befolkade plats är Mawson Station, 12,3 kilometer nordväst om Goldsworthy Ridge. 